# Alain Juppé
Alain Marie Juppé, född 15 augusti 1945 i Mont-de-Marsan, Landes, är en fransk konservativ politiker som var premiärminister i Frankrike 1995–1997 och utrikesminister från 27 februari 2011 till 16 maj 2012.
Juppé var utrikeshandelsminister 1993-1995 och därpå premiärminister i två år, 1995-1997. Därefter blev han borgmästare i Bordeaux.
Juppé var en av grundarna till partiet UMP och var dess förste partiledare mellan 2002 och 2004. I december 2004 stängdes han av som politiker efter att ha dömts för förskingring och avgick då som borgmästare i Bordeaux. Han kom tillbaka till politiken i oktober 2006 då han återigen valdes till borgmästare i Bordeaux. I maj 2007 blev han miljöminister i Nicolas Sarkozys regering, men avgick efter bara en månad då han rönt föga framgång i valet i juni samma år. I mars 2008 återkom han för tredje gången som borgmästare i Bordeaux, efter att ha vunnit stort redan i första valomgången. 2010 återkom han i Nicolas Sarkozys regering, denna gång som försvarsminister. Året efter utsågs han till utrikesminister.